# 김태희 (아나운서)
김태희(1971년 12월 2일 ~ 2004년 2월 29일)는 대한민국 MBC의 前 아나운서이다.

## 생애
김태희 1971년 12월 2일 전라북도 김제군 (現 전라북도 김제시)에서 태어나 유년시절 서울특별시로 상경을 했으며 1994년 문화방송 아나운서국 아나운서에 입문을 하고 성심여자고등학교를 거쳐 한국외국어대학교 불어불문학과에 입학하였다. 그리고 1999년 바둑기사 유창혁 9단과 결혼하였고 2004년 2월 29일 음주 후 기도 질식에 의한 심장 마비로 사망했다.

## 학력
- 성심여자고등학교 (졸업)
- 한국외국어대학교 불어불문학과 (졸업)

## 경력
- 1994년 ~ 2004년 : MBC 17기 공채 아나운서

## 방송진행
- 라디오 김태희가 여는 아침
- 고향은 지금
- 사랑이 있는 곳에 김태희입니다
- 국악 초대석
- 굿모닝 닥터